# Soul Kitchen
『Soul Kitchen』（ソウル・キッチン） は、EPOの16枚目のスタジオ・アルバム。1998年3月11日に発売された。発売元はKitty Records。規格品番はKTCR-1465。

## 概要
帯コピー：Singing In The Soul Kitchen!
オリジナル・アルバムとしては前作『DANCE』より1年弱でのリリースとなった本作は、2曲のアレンジにセンチメンタル・シティ・ロマンスを迎え、当時EPOの作品に多く見られた、アコースティックな音やポップな楽曲に力強さを加味したサウンドを意識し制作された。その他、EPO自らギターの弾き語りを行った楽曲など、新しい音楽の方向性を感じる作品となっている。
シングル曲「聖き彼の人」、「Wonderful Life」とカップリング曲「心の旅」はいずれもアルバム・バージョンで収録されている。日本テレビ系スペシャルドラマ『星に願いを』の主題歌となった「寂しくならない別れの言葉」は、「月のない夜」とのカップリングで同年5月にシングルカットされた。
EPO自身の実体験を基に詞が書かれた「BLEEDING HEART」は、幼少期からの実生活を想像させる内容が描かれており、ファンの間でも物議を醸す1曲となっている。

### 批評
音楽情報サイトCDジャーナルの商品ページでは、「このところ見られたアコースティックでヒーリング・ミュージック的な楽曲もありつつ、前作よりはポップで弾んだ楽曲も耳を引く。自らのギターの弾き語りもあり、新しいEPOが垣間見える。」と評されている。

## 収録曲
| 全作詞・作曲: EPO。 |                                   |           |            |                                                                    |      |
| #                   | タイトル                          | 作詞      | 作曲・編曲 | 編曲                                                               | 時間 |
| 1.                  | 「BLEEDING HEART」                | EPO       | EPO        | EPO                                                                | 5:13 |
| 2.                  | 「solamimi」                      | EPO       | EPO        | EPO                                                                | 4:41 |
| 3.                  | 「Nonane」                        | EPO       | EPO        | EPO・笹子重治                                                      | 4:13 |
| 4.                  | 「月のない夜」                    | EPO       | EPO        | EPO                                                                | 5:01 |
| 5.                  | 「イワンのばか」                  | EPO       | EPO        | EPO・センチメンタル・シティ・ロマンス                              | 7:50 |
| 6.                  | 「寂しくならない別れの言葉」      | EPO       | EPO        | EPO・センチメンタル・シティ・ロマンス (ストリングス編曲)菅野よう子 | 5:09 |
| 7.                  | 「聖き彼の人」(Album Version)     | EPO       | EPO        | EPO                                                                | 6:22 |
| 8.                  | 「音楽はなりやんだ」              | EPO       | EPO        | 野見祐二                                                           | 2:50 |
| 9.                  | 「Wonderful Life」(Album Version) | EPO       | EPO        | EPO・遠山淳                                                        | 4:40 |
| 10.                 | 「心の旅」(Album Version)         | EPO       | EPO        | EPO・フェビアン・レザ・パネ                                        | 4:26 |
| 合計時間:           | 合計時間:                         | 合計時間: | 50:25      |                                                                    |      |

## シングル

### 概要
アルバム『Soul Kitchen』からの先行シングル。表題曲「Wonderful Life」は、サントリー ”スーパーホップス” CMソングとして使用された。規格品番はKTDR-2186。

### 収録曲
| 全作詞・作曲: EPO。 |                                  |           |            |             |      |
| #                   | タイトル                         | 作詞      | 作曲・編曲 | 編曲        | 時間 |
| 1.                  | 「Wonderful Life」               | EPO       | EPO        | EPO・遠山淳 | 4:41 |
| 2.                  | 「心の旅」                       | EPO       | EPO        | EPO         | 4:24 |
| 3.                  | 「Wonderful Life」(instrumental) | EPO       | EPO        |             | 4:41 |
| 合計時間:           | 合計時間:                        | 合計時間: | 13:46      |             |      |

## 関連商品
- HOPE～ナガノ・パラリンピックス1998 トリビュート – CDJournal